# Corps Hubertia Freiburg
Das Corps Hubertia Freiburg ist eine Studentenverbindung im Kösener Senioren-Convents-Verband (KSCV), einem der ältesten heute existierenden Dachverbänden deutscher Studentenverbindungen. Das Corps vereint Studenten und Alumni der Albert-Ludwigs-Universität Freiburg und anderer Hochschulen in Freiburg im Breisgau. Die Freiburger Huberten haben in der forstwirtschaftlichen Geschichte Badens zentrale Bedeutung. Im Zeitraum von 2012 bis 2015 stellte das Corps Hubertia Freiburg mit Alexander Hartung den Ersten Vorsitzenden des mit über 13.000 Mitgliedern starken Verbandes Alter Corpsstudenten e. V., eines der einflussreichsten aller Korporationsverbände in Mitteleuropa.

## Grundsätze
Den Grundsätzen seines Dachverbands, des Kösener Senioren-Convents-Verbands (KSCV), entsprechend vertritt das Corps Hubertia Freiburg das Toleranzprinzip. Das bedeutet, dass das Corps eine neutrale Haltung zu politischen Themen einnimmt und als Personenvereinigung keine einheitliche politische Richtung vertritt.
Das einzelne Corpsmitglied kann sich unabhängig davon privat politisch betätigen. Damit bekräftigt das Corps, dass jeder an einer Freiburger Hochschule immatrikulierte männliche Student ungeachtet von Ethnie, Nationalität, Religion und politischer Weltanschauung Mitglied werden kann. Was laut Eigenvorgabe zählt, sind Persönlichkeit und Charakterstärke.
Das Corps bekennt sich zur Mensur (Studentenverbindung); denn sie wird als Extremsituation verstanden, in der ein Corpsstudent mit kühlem Kopf einen klaren Standpunkt behält. Die Vorbereitung und Austragung einer solchen dient der Stärkung und Prüfung der Charakters eines jeden Mitglieds, woraus sich die Pflicht zur erfolgreichen Bewältigung mehrerer Mensuren ergibt, bevor ein Vollmitglied den Status eines Alten Herren (Alumnus) erreichen kann.

„Ziel und Zweck der Corps war und ist einzig die Erziehung des Studenten zu einer starken, freien, weltoffenen Persönlichkeit, die nicht durch religiöse, rassische, nationale, wissenschaftliche oder philosophische Grenzen eingeengt wird. Zur Erreichung dieses Zieles dient neben den Instituten des Corpsconventes und der Kneipe auch das Institut der heutigen Bestimmungsmensur, bei der die Fechter von den dazu Beauftragten unter Wahrung möglichst gleicher Ausgangsvoraussetzungen bestimmt werden. […] Diese Übung, die verbunden ist mit der Überwindung der eigenen Angst, mit dem Einsatz für die Corpsgemeinschaft und der damit verbundenen Stärkung des Gemeinschaftsgefühls, dient der Erziehung zur Persönlichkeit genauso wie das Einstecken von Treffern, ohne dabei die Haltung zu verlieren, und die Hinnahme der Mensurbeurteilung durch die eigenen Corpsbrüder.“

Des Corps vertritt des Weiteren das akademische Leistungsprinzip, was bedeutet, dass jedes Vollmitglied einen universitären Abschluss vorweisen muss, um nach Erfüllung seiner Pflichten im Corps in den Altherrenverband der Verbindung aufgenommen zu werden.
Entscheidungen werden im Corps gemeinsam auf regelmäßigen Konventen getroffen. Diese Konvente sichern und vermitteln als Meinungsfindungs- und Entscheidungsplattform das Demokratieverständnis und Toleranzprinzip eines jeden Corpsmitgliedes im täglichen Zusammenleben. Beschlüsse werden von allen getragen und vertreten. Konvente fördern und fordern die Fähigkeit klarer Stellungnahme, Kritik positiv an der Sache und nicht der Person zu äußern, sowie selbige entsprechend anzunehmen, um als gewählter Vertreter für die Gemeinschaft Verantwortung tragen zu können.

## Couleur und Wahlspruch

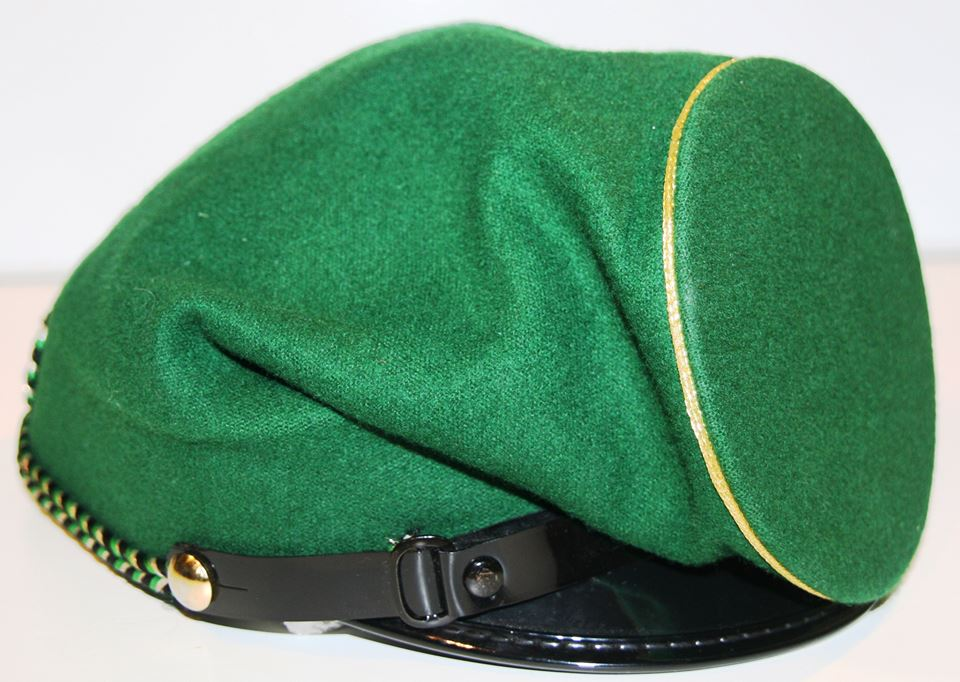
Stürmer der Huberten

Hubertia führt seit dem 7. Februar 1897 die Farben grün-gold-schwarz mit goldener Perkussion. Dazu wird eine dunkelgrüne Tellermütze oder der traditionelle (dunkelgrüne) Stürmer getragen. Die Füchse tragen ein grün-goldenes Band. Die seit 1877 getragene Kneipjacke erinnert nicht an die Kavallerieuniformen im 19. Jahrhundert, sondern an den Grünen Rock der elsässischen Oberförster. Dazu wird ein Hirschfänger getragen.
Am 23. August 1870 wurde der Wahlspruch Concordia parvae res crescunt, discordia maximae dilabuntur angenommen.

## Geschichte

### Gründungsjahre in Karlsruhe

Polytechnikum in Karlsruhe

Hubertia wurde am 29. Oktober 1868 als Verein „unter Forstschülern“ am Polytechnikum der Forstschule Karlsruhe gegründet. Die Farben grün-gold-schwarz wurden zur Repräsentation der Verbindung festgelegt, jedoch zunächst noch nicht getragen. Der Wahlspruch Concordia parvae res crescunt, discordia maximae dilabuntur wurde 1870 festgelegt und gilt bis heute maßgebend für den Zusammenhalt innerhalb der Verbindung. Für Nichtforstleute wurde sie bereits am 18. Oktober 1874 geöffnet. Couleur wurde ab dem 7. Juni 1875 getragen, gefolgt von der Einrichtung eines Fechtclubs innerhalb der Verbindung ab 1876. Die unbedingte Satisfaktion wurde im Wintersemester 1886/87 in der Satzung festgeschrieben.
Als die Forstliche Abteilung von Karlsruhe nach Freiburg verlegt wurde, wandelte Hubertia sich am 27. November 1920 zum Corps. Sie renoncierte vom 3. Dezember 1920 an beim Freiburger Senioren-Convent und wurde am 2. Februar 1921 recipiert.

### Aufnahme in den SC zu Freiburg

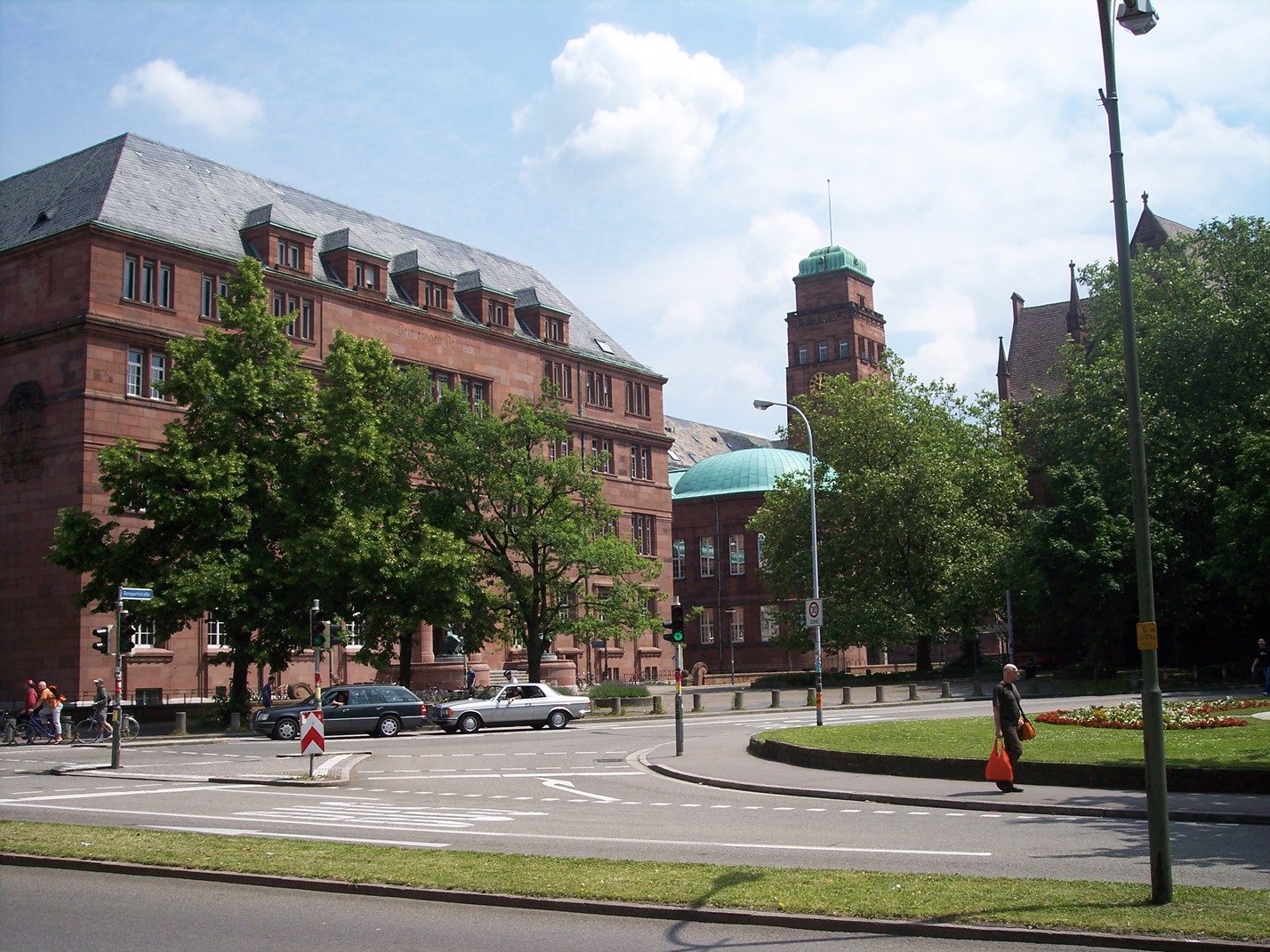
Kollegiengebäude in Freiburg

Im Sommersemester 1920 hatte Hubertia in Freiburg 14 Aktive. Diese waren ausschließlich Forststudenten, weil die anderen Aktiven aufgrund ihres Studienfaches in Karlsruhe verbleiben mussten. In den ersten Wochen nach Abschluss des Umzuges erfolgte der Abschluss eines Paukverhältnisses mit dem Freiburger Freiburger Senioren-Convent (SC) und der Turnerschaft Markomanno-Albertia. Das Paukverhältnis mit dem SC, der erste Schritt in Richtung einer SC-Aufnahme Hubertias, wurde vom Corps Rhenania Freiburg und vom Corps Suevia Freiburg unterstützt. Die Corps erhofften sich durch den hohen Anteil an Badenern bei Hubertia eine Stärkung des badischen Elements im SC, weil ab 1920 immer mehr norddeutsche Studenten nach Freiburg kamen und bei den ansässigen Korporationen aktiv wurden.
Am 29. November 1920 ermächtigten die Alten Herren den Corpsburschen-Convent, dem SC zu Freiburg ein Aufnahmegesuch einzureichen. Nach Prüfung von Hubertias Satzung und einer kurzen Renoncierungszeit wurde Hubertia am 2. Februar 1921 auf Antrag des Corps Rhenania Freiburg feierlich mit einem Festakt in den Freiburger SC rezipiert. Damit war Hubertia 53 Jahre nach ihrer Gründung Mitglied des KSCV.

### Kontroversen um die Rolle in der badischen Forstverwaltung
Ende des 19. Jahrhunderts galt die badische Verwaltung reichsweit als vorbildlich. Der Begriff „Musterländle“ bezog sich damals auf Baden, nicht auf Württemberg! Der relative Anteil der Waldungen war der größte aller deutscher Länder und ein bedeutender Wirtschaftsfaktor.
Die Beforstung der Wälder, hauptsächlich in Staatsdomänen wurde als mustergültig anerkannt, insbesondere aus dem unteren Schwarzwald wurden besonders hochgewachsene und wertvolle „Holländertannen“ für den Schiffbau in die Niederlande ausgeführt. Der Wert der Waldungen wurde 1896 auf 500 Mill. Mark veranschlagt; jährlich wurden etwa 2,25 Mill. Festmeter für etwa 20 Millionen Mark geschlagen. Mindestens ein Drittel davon ging in den Export. Die Besetzung und Führung der zugehörigen Forstverwaltung war von großer Bedeutung für die Wirtschaft des Landes und hatte auch überregionale Vorbildfunktion.
Der badische Kulturkampf war vom Freiburger Bischof Hermann von Vicari schon in den 1850er Jahren ausgelöst worden und hatte bis Ende der 1870er Jahre gravierende Auseinandersetzungen mit dem Großherzog und der liberal dominierten Badischen Ständeversammlung zur Folge. Hubertias Wechsel aus dem gemischtkonfessionellen und eher protestantischen Nordbaden an die (nach Wien zweite habsburgische) Universität im katholischen Südbaden bewahrte sie nicht vor konfessionellen Auseinandersetzungen.
Mit dem Ersten Weltkrieg war der Holzbedarf angestiegen. Außerdem löste die zunehmende Mechanisierung und Motorisierung der Forstbetriebe einen Modernisierungsschub aus. Zudem wirkte die politische Umwälzung sich auch auf die Personalpolitik aus.

Huberten in Grünem Rock

Von 227 lebenden Mitgliedern der Hubertia im Jahr 1920 waren 118 examinierte Forstleute. Von den 118 Altern Herren besetzten wiederum 83 ein staatliches oder privates Forstamt im Gebiet des heutigen Landes Baden-Württemberg. In beiden Ländern waren 1920 zusammen rund 240 Forstämter erfasst, so dass die Zahl der von Huberten geleiteten Ämter rund ein Drittel ausmachte. Nach Wilhelm Fabricius waren 1925 97 Aktive und 148 Inaktive beim Freiburger SC registriert. Aus den Reihen der Hubertia stammten aus der Zeit von 1919 bis 1936 41 Forstbeamte, davon fünf Forstdirektoren und drei Forstpräsidenten. In der gesamten zivilen Verwaltung des Großherzogtum Baden gab es (Stand 1900) nur 1.200 leitende Beamte. Bei den 5 Freiburger Corps waren in den Jahren der Weimarer Republik 70–130 aktive Mitglieder p. a. zu verzeichnen, sie stammten mit der Ausnahme von Hubertia mehrheitlich nicht aus Süddeutschland.
Im Deutschen Kaiserreich wurden Waffenstudenten in allen öffentlichen Ämtern gern gesehen. In der Weimarer Republik änderte sich das, auch in der Forstverwaltung, die nach Abschaffung der Monarchie einem erheblichen Reformdruck ausgesetzt war. In Landtag und Regierung war 1919 das Badische Zentrum die stärkste Partei geworden und stellte mit Heinrich Köhler den Finanzminister. Dieser forderte in aller Öffentlichkeit „die Ausrottung der Huberten aus dem badischen Staatsforstdienst“.

„Die Neuordnung gerade dieser Verwaltung verlangte eine besonders harte Hand. In der Zentralverwaltung sachlich und personell absolut verknöchert, von einem starken Standesdünkel getragen, der innerhalb der Organisation nur frühere Angehörige der Forstverbindung ‚Hubertia‘ als vollwertig gelten ließ, betrachtete sich dieser ‚Schmollisbetrieb‘ als ein Rühr-mich-nicht-an von besonderer Gnade. Überall in Bezirk und Zentrale saßen die ‚Alten Herren‘, und ein Eingreifen in diese enge Versippung schien aussichtslos.“

Köhler wollte dem hohen Anteil von Huberten in der Forstverwaltung entgegenwirken. Deshalb führte er einen Numerus clausus für das Forststudium ein. Zusätzlich prüfte er persönlich die Bewerber für das Forststudium in Freiburg und entschied eigenmächtig über ihre Zulassung. In den folgenden zehn Jahren zeigte diese Auslese Köhlers dramatische Auswirkungen bei Hubertia: 1920 waren 37 forstliche Nachwuchskräfte Mitglied bei Hubertia, 1938 hingegen nur noch sechs.

„Ganz bewußt bevorzugte ich sechs Jahre lang die katholischen Bewerber.“

Köhler verdächtigte die Forstverwaltung, Katholiken nur zu akzeptieren, wenn sie der Hubertia angehörten. Der bedeutende Forsthistoriker Karl Hasel sah im Nachhinein keine gravierenden Nachteil aufgrund der entsprechenden Personalakten.

„Als im Jahr 1899 der Oberförster Graf von Wiser aus Meßkirch Leiter des Hofforst- und Jagdamtes Friedrichstal bei Karlsruhe werden sollte, berichtete die Direktion (gez. Krutina) über ihn: ‚Er ist Katholik, hat aber eine evangelische Frau, die Tochter des verstorbenen Forstrats von Dawans. Er ist zwar Jäger, aber durchaus nicht leidenschaftlich, wie ihm überhaupt jede Leidenschaft fremd ist. Er hat bisher seinen beschwerlichen Dienst in Meßkirch gut versehen.‘“

Demzufolge war 1899 bei Personalentscheidungen in der badischen Forstverwaltung die Konfession der Bewerber durchaus von Belang, aber kein Ausschlusskriterium. Sowohl Graf von Wiser als auch Krutina waren Huberten. Was Krutina nicht davon abhielt, Wiser jegliche „Leidenschaft“ abzusprechen und ihn als keinen besonders motivierten Jäger darzustellen. Der Anteil der verschiedenen Konfessionen an der leitenden Beamtenschaft war in Baden bereits um 1900 Gegenstand soziologischer Studien. Demnach waren von den 1.200 leitenden Beamten 50,6 % Katholiken, 42,5 % Protestanten und 6,6 % Juden. Der Anteil der Katholiken lag damit – vermutlich aus sozialen Gründen – unter dem Bevölkerungsanteil, während der jüdische Anteil zwar mit 6,6 % deutlich über dem Bevölkerungsanteil lag, aber nicht der höheren Anzahl akademisch qualifizierter Juden entsprach.
Als 1924 der Posten des Landesforstmeisters und Leiters der badischen Forstverwaltung wieder besetzt werden sollte, entschied sich Köhler bewusst gegen einen Huberten und ernannte Karl Philipp zum Landesforstmeister. Karl Philipp, der mit der Reichstagsabgeordneten Klara Philipp (Zentrum) verheiratet war, hing der so genannten jungen forstlichen Schule an und kritisierte die mittlerweile etwas veraltet erscheinende badische Forstverwaltung immer wieder scharf. Er wurde zu einem der umstrittensten Forstleute seiner Zeit. Durch seine Unverträglichkeit und oft schroffe Kritik, besonders an seinen Vorgängern, und seine dogmatische Einseitigkeit schuf er sich zahlreiche Gegner. Seit dem Amtsantritt Philipps waren die badischen Forstbeamten in zwei Lager gespalten. Die junge forstliche Schule unter Philipps Führung wurde meist von den jüngeren Forstleuten unterstützt, wobei sich von den älteren Forstleuten niemand öffentlich zu Philipp bekannte. Hubertia verfocht die alte Schule. Dies belegen zahlreiche kritische Veröffentlichungen von Alten Herren der Hubertia zu Philipps Person und Wirken. Philipp hatte sich bereits in seiner ersten Anstellung mit dem Leiter des (reichsweiten) Büro für das forstliche Versuchswesen, Karl Schuberg (Karlsruher Burschenschaft Teutonia) angelegt und diesem Fehler nachgewiesen, was einen Gerichtsprozess nach sich zog, der 1893 abgeschlossen wurde. Seine in nächtelanger Arbeit erstellten Tafeln zur Massenermittlung in Waldbeständen zusammen wurden von der Forst- und Domänendirektion – die von Huberten wie Emil Wimmer dominiert war – zunächst nicht anerkannt. Philipp veröffentlichte die „Hülfstabellen für Forsttaxatoren“ selbst und konnte diese aufgrund ihrer Tauglichkeit und der großen Nachfrage von Praktikern mehrmals auflegen. Bei weiteren Tabellenwerken versuchte ihm die Verwaltung Material und Unterlagen der badischen Versuchsstation vorzuenthalten. Weitere Kontroverse kamen wegen Philipps Vorliebe für Weymouthskiefern- und Douglasienbestände auf, die er bei einem privaten Aufenthalt in den USA 1891/92 kennengelernt hatte. Er sorgte in Sulzburg und Freiburg für massive Anpflanzungen dieser raschwüchsigen Baumarten. Gleichzeitig rückte er unter dem Motto Der Rechenstift belehrt uns, daß reine Buchenwaldungen Bankrottbetriebe sind den traditionellen Buchenbeständen zu Leibe, wogegen die Traditionalisten, unter anderem Hans Hausrath (wiederum ein Huberte) Sturm liefen.

### Entwicklungen im Freiburger Seniorenconvent zwischen den Weltkriegen
In Freiburg waren öffentliche Auftritte mit frischen Mensurschmissen bereits 1920 vom Disziplinarbeamten der Universität verboten worden. In der Absicht, mehr Fürsprecher für die freie Ausübung des Mensurwesens zu gewinnen, unterstützten die Freiburger Corps einschließlich Hubertia 1921 mit einem Promemoria eine Annäherung des KSCV an den völkischen Deutschen Hochschulring, was aber vom KSCV abgelehnt wurde. 1924 und 1926 wurde aufgrund von Anträgen des Zentrums im badischen Landtag in ganz Baden ein Mensurverbot verhängt, was auch von den Justizbehörden durchgesetzt werden sollte. In anderen deutschen Ländern wurde dies trotz einer einschlägigen Entscheidung des Reichsgerichts kaum unterstützt. Die Situation in Freiburg verschärfte sich 1924, als die Freiburger schlagende jüdische Verbindung Ghibellinia nach einer Lokalrunde in einem Freiburger Bordell suspendieren musste. Der lokale Waffenring, bei dem Hubertia Mitglied war, verzögerte gegen den Willen der Universitätsleitung aber mit Unterstützung des ASTA die Wiederaufnahme der Nachfolgeverbindung Neo-Friburgia, die erst 1927 – auch auf Drängen des Ministeriums – vom Waffenring wieder anerkannt wurde. Drohungen der schlagenden Verbindungen insbesondere in Freiburg, an andere Universitäten abzuwandern wurden durchaus ernst genommen. Unter anderem auf Intervention des Freiburger Oberbürgermeisters Bender, selbst Zentrumspolitiker, und des Rektors der Universität Otto Immisch, eines Turnerschafters, wurde das badische Mensurverbot ebenso 1927 faktisch wieder aufgehoben.

### Endphase der traditionellen Verbindungsstrukturen zwischen Machtergreifung und Kriegsbeginn
1933 waren die beamteten Förster reichsweit mehrheitlich den Parteien der Weimarer Republik zugetan, während die Deutsche Studentenschaft und die Forststudenten schon überwiegend nationalsozialistisch gesinnt waren. 1935 kam es zu einer Affäre um einen Artikel in der Freiburger Studentenzeitung. Ein anonymer Autor hatte unter dem Titel „Wir greifen an“ den politischen Katholizismus klobig attackiert. Während die nach dem Weggang Martin Heideggers neue Universitätsleitung, das Ordinariat, mehrere Fakultätsdekane und Professoren in Freiburg heftig protestierten, wurde von den Corps öffentlich Zustimmung geäußert, Hubertia verwandt sich öffentlich für den Kampf gegen den politischen Katholizismus. Die Freiburger Corps beschritten damit wieder einen Sonderweg, die reichsweite Auflösung der hergebrachten Verbindungsstrukturen, die von dem im NStB führenden Kreis um Gustav Adolf Scheel in Heidelberg betrieben wurden, war damit aber nicht aufzuhalten.
Im egalitären Nationalsozialismus firmierte Hubertia zunächst als „Verbindung im Freiburger Waffenring“. Trotz strengster Verbote wurden weiterhin Mensuren gefochten. Wie früher oder später alle anderen Corps, suspendierte Hubertia am 18. Mai 1936.

### Fortbestand als SC-Kameradschaft während des Zweiten Weltkrieges
Um den Mitgliedern weiterhin einen unverfänglichen Anlaufpunkt zu bieten, gründeten Freiburger Huberten gemeinsam mit Vertretern anderer Corps die SC-Kameradschaft „Hermann Löns“, die ab Januar 1938 von Hubertenseite betreut wurde. Als Verkehrslokal der SC-Kameradschaft wurde das Corpshaus der Hubertia gewählt. Die zunächst fast ganz an der Tradition und dem Brauchtum der Hubertia orientierte Kameradschaft zerbrach im Wintersemester 1938/39 an inneren Streitigkeiten. Die Gegner der korporativen Ausrichtung gewannen die Oberhand und richteten die Kameradschaft mehr nach den Vorgaben des NSDStB aus. Nach Kriegsausbruch wurde das Kameradschaftsleben vorläufig unterbrochen. Im Wintersemester 1941/42 kam es zu einer Wiederbelebung auf dezidiert waffenstudentischer Grundlage mit Mensurbetrieb und Mitarbeit im wiederbegründeten Freiburger Waffenring.

### Nachkriegszeit bis Gegenwart

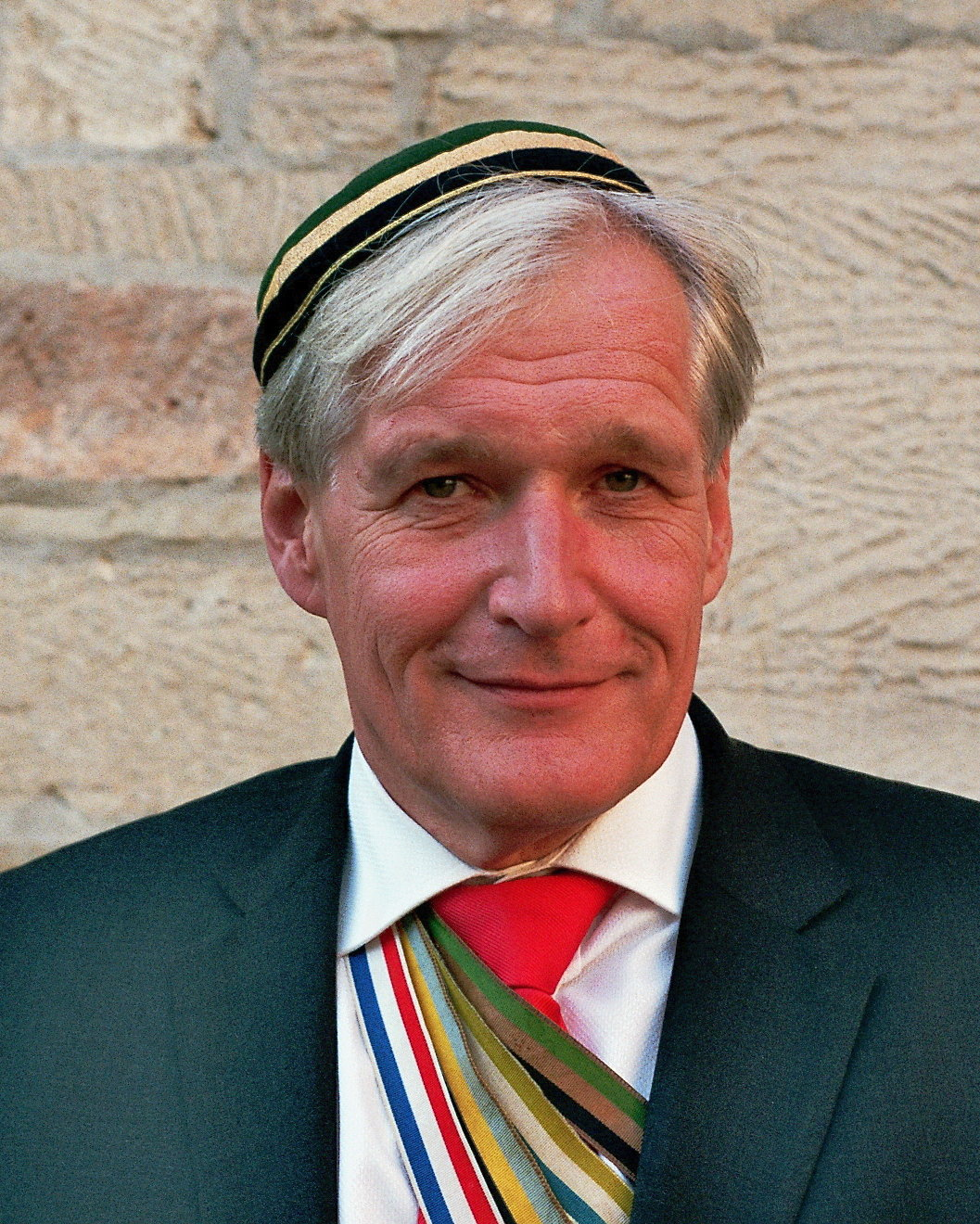
Alexander Hartung, Vorsitzender des VAC (2011)

Nach dem Krieg wurde der Altherrenverein am 20. Mai 1946 wieder reaktiviert. Die Mitglieder der Kameradschaft und der am 29. Oktober 1947 in Bremen gegründeten Verbindung Bremer Studenten wurden am 17. Januar 1948 als Mitglieder der Hubertia anerkannt. Die Bremer verlegten im Wintersemester 1948/49 nach Freiburg und nannten sich „Studentenverbindung Hubertia“. Da bei den Zulassungsbeschränkungen nicht alle Mitglieder dieser Verbindung in Freiburg im Breisgau studieren konnten, engagierten sich die entsprechenden Huberten aktiv bei der Rekonstitution des Corps Holsatia, des Corps Hansea Bonn und des Corps Suevia Straßburg in Marburg.
Hubertia nahm die Bezeichnung Corps am 14. November 1950 wieder an. Der Freiburger SC rekonstituierte 1951. Im selben Jahr beteiligte Hubertia sich auf der Godesburg an der Rekonstitution des KSCV. Sie war 1966 präsidierendes Vorortcorps des KSCV und stellte mit Hans-Joachim Hiebsch den Vorsitzenden des oKC. Heute ist Hubertia Freiburg in Baden-Württemberg die älteste, in Deutschland nach dem Corps Hubertia München (1844) und der Andree'schen Tischgesellschaft Göttingen (April 1868) die drittälteste Verbindung mit forstlich-jagdlicher Tradition.
Als der baden-württembergische Justizminister und stellvertretende Ministerpräsident Ulrich Goll als Mitglied des Corps Hubertia Freiburg im Jahre 2010 wegen seiner Haltung zu Schusswaffen in die öffentliche Diskussion geriet, interessierten sich regionale und überregionale Medien für seine Verbindung zur Hubertia und die dort betriebenen jagdlichen Aktivitäten. Ähnlich wie Minister Goll bekräftigte das Corps die Notwendigkeit des sicheren und vorsichtigen Umgangs mit Waffen bei der Ausbildung zum Jäger und wies zudem auf den Einfluss der Jäger auf die Balance in der Natur hin.

### Rekonstitution anderer Corps

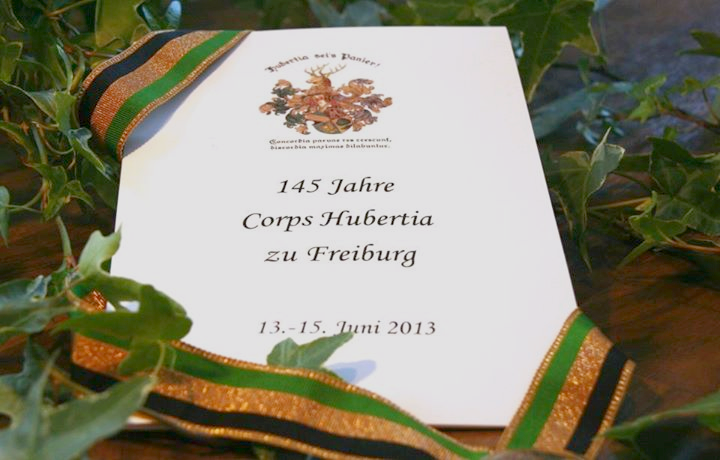
145. Stiftungsfest (2013)

Seit der Nachkriegszeit in Deutschland waren Huberten an der Rekonstitution folgender Corps maßgeblich beteiligt:
- Holsatia (1947)
- Hansea Bonn (1949)
- Suevia Straßburg in Marburg und in Oldenburg (1949, 2023)
- Suevo-Borussia (1949)
- Suevia Freiburg (1982/83)
- Saxonia Konstanz (1984/85)
- Tigurinia II (2007)

## Haus und Hütte
Nach der Umsiedlung nach Freiburg wurde 1921 das Haus „Zum Felsenkeller“ in der Schlossbergstraße 7 erworben. (47° 59′ 36,1″ N, 7° 51′ 17,9″ O)

Dieses wurde 1968 abgebrochen, da es dem Straßenausbau für den Schlossbergring weichen musste. Als Ersatz erhielt das Corps einen Neubau in der Fürstenbergstraße 23, dem heutigen Corpshaus der Hubertia. (47° 58′ 53,6″ N, 7° 50′ 59,8″ O)

Außerdem unterhält das Corps seit den 1920er Jahren eine Hütte im Landkreis Hochschwarzwald. (47° 51′ 37,1″ N, 7° 53′ 4,1″ O)

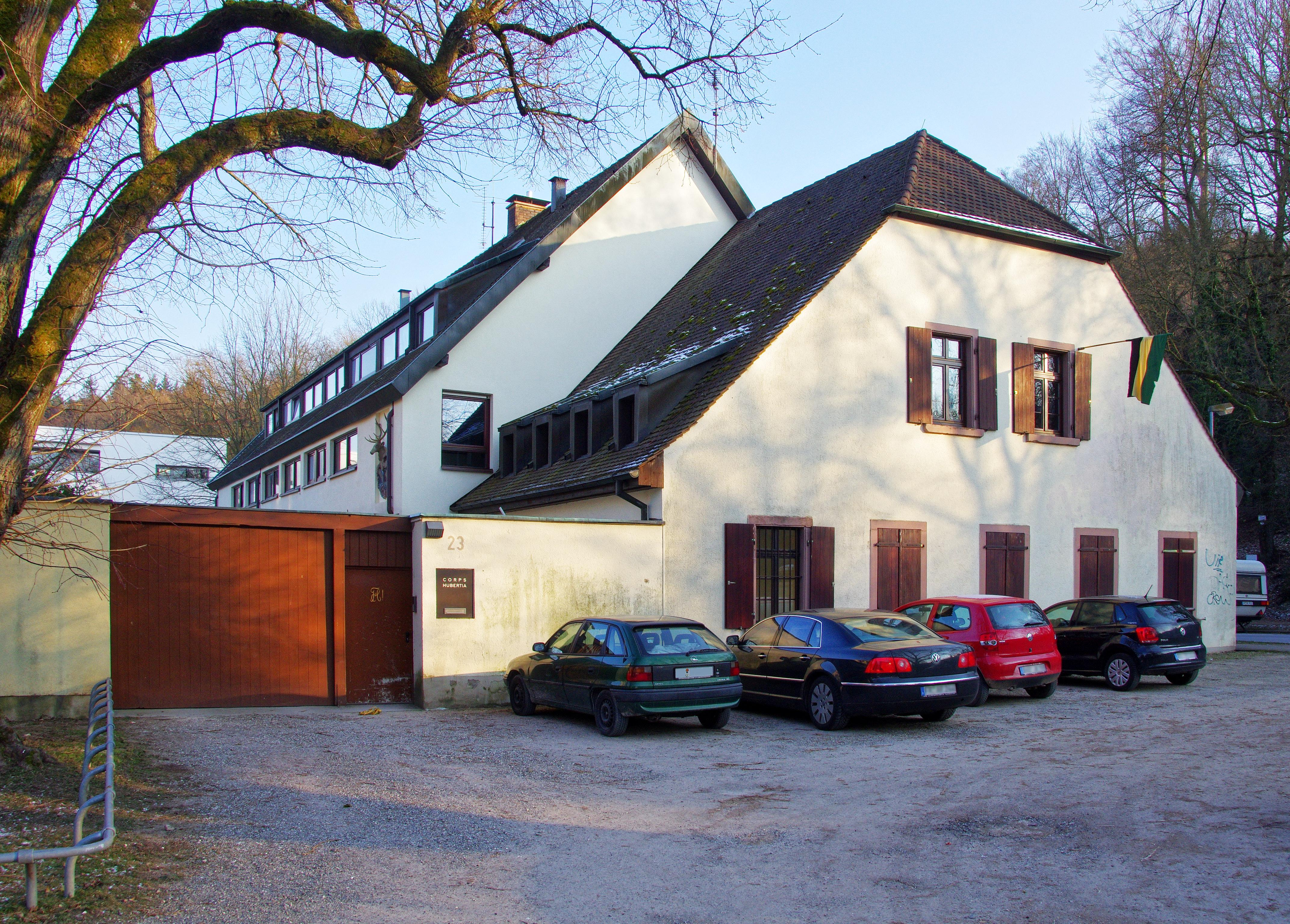
Hubertenhaus in der Fürstenbergstraße 23, Freiburg im Breisgau
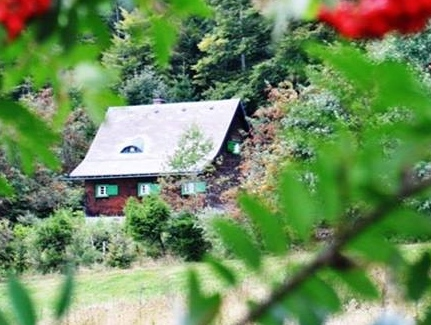
Hubertenhütte

## Bekannte Mitglieder
In alphabetischer Reihenfolge:
- Hans Albrecht (1923–2006), Vizepräsident des Landtags von Baden-Württemberg
- Otto Ammann (1879–1933), Rektor der TH Karlsruhe
- Dieter Ammer (* 1950), Wirtschaftsmanager, Unternehmer und Stifter (Ammer Partners, Amma Found & Co. KG)
- Ulrich Ammer (* 1934), Forstwissenschaftler, Schriftleiter des Forstwissenschaftlichen Zentralblattes
- Armin Berninghaus (* 1938), Vorstand der Westfalen AG[45]
- Fritz Eichhorn (1870–1939), Oberforstrat
- Ulrich Goll (* 1950), stellvertretender Ministerpräsident (2006–2011) und Justizminister in Baden-Württemberg (1996–2002, 2004–2011)
- Hans Hausrath (1866–1945), Forstgeschichtler, Rektor der TH Karlsruhe
- Otto Henninger (1885–1966), Ingenieur
- Günter Joetze (1933–2019), Botschafter
- Johann Krieger (* 1949), Oberbürgermeister von Ehingen (Donau)
- Wolfgang Lentz  (1916–1995), Chirurg in Oldenburg
- Peter Lindemann (1933–2019), Präsident des Niedersächsischen Landessozialgerichts
- Otto Nüsslin (1850–1915), Zoologe an der TH Karlsruhe
- Philipp Schuberg (1872–1946), Professor für Apparatebau und Fabrikanlagen der chemischen Industrie an der TH Berlin
- Erich Ullmann (1892–1965), Ständerat von Thurgau in Bern, Oberst im Schweizer Generalstab
- Wolfgang Wechsler (1930–2012), Neuropathologe, Ordinarius in Düsseldorf
- Jürgen Winkler (* 1958), Neurologe und Neurobiologe
- Erich Würfel (1926–2015), Landrat in Rastatt

## Besonderheiten

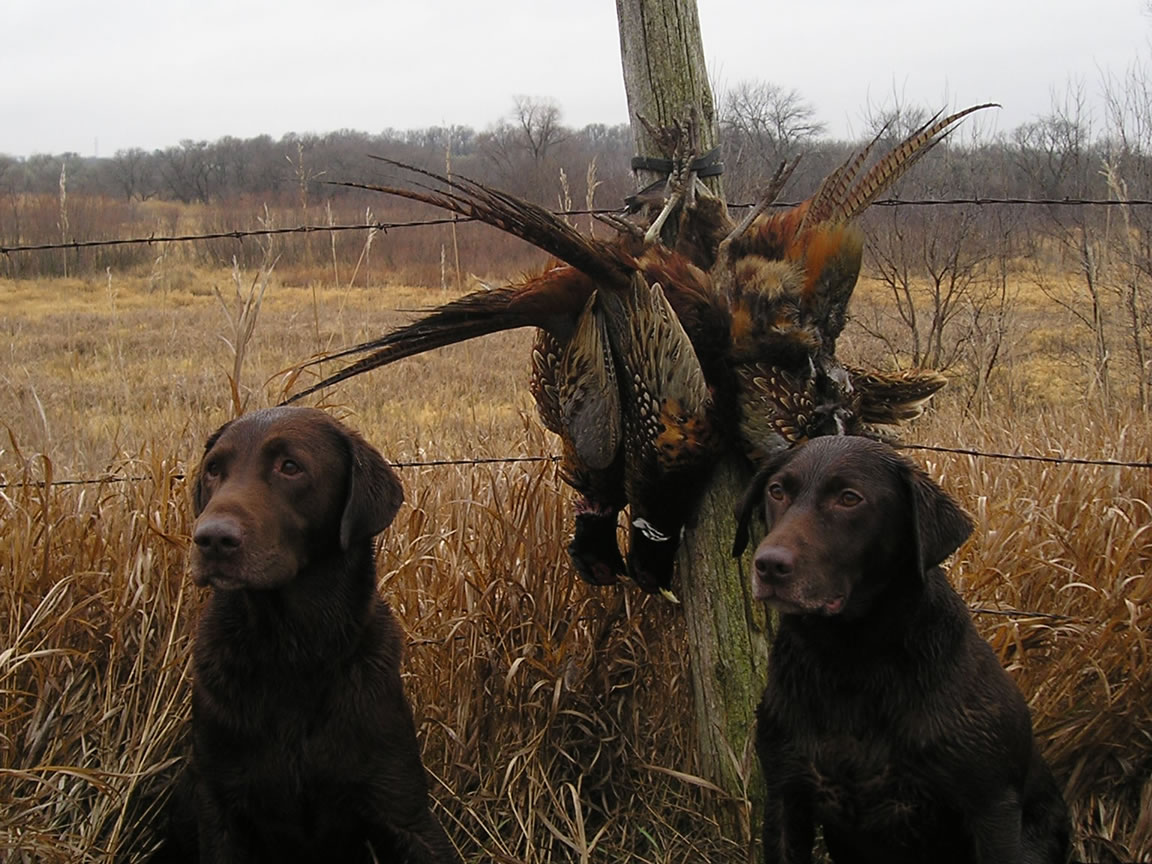
Jagdhunde mit Fasanen

Die Jagdschule eines Alten Herren veranstaltet öffentliche Kurse auf dem Corpshaus. Die meisten Teilnehmer sind Studenten verschiedener Fachrichtungen. Neben der Ausrichtung von Jagdkursen wird jagdliches Brauchtum in Weiterbildungsveranstaltungen wie Jagdlichem Schießen, gemeinsamem Drückjagden oder Jägerabenden gepflegt.
Das Traditionsverhältnis zum Corps Friso-Cheruskia schlägt eine besondere Brücke zwischen KSCV und WSC. Ein solcher, in weiter Vergangenheit begründeter Verhältnisvertrag zwischen Corps beider Korporationsverbände ist einmalig.

## Verhältnisse

### Freundschaftsverhältnis
- Corps Schacht Leoben (2002/1976)[46]
- Corps Guestphalia et Suevoborussia Marburg (2010/1978)
- Corps Hubertia München (2018/1975)

### Offizielles Vorstellungsverhältnis
- Corps Friso-Cheruskia Karlsruhe im WSC, Traditionsverhältnis seit 1920

- Corps Franconia Würzburg (2008)